# كرة القدم في الأرجنتين
تُعْتَبَرُ كُرة القَدم في الأرْجُنْتين الرياضة الأَكثر شعبيةً في الأرجنتين، ويعتبر المنتخب الأرجنتيني الممثل الرسمي للأرجنتين داخل القارة وخارجها، حَيثُ يُعتبر الاتحاد الأرجنتيني لكرة القدم هو المسؤول عن تنظيم بطولات كرة القدم في الأرجنتين، يقوم بتنظيم ثلاث بطولات كرة قدم سنوياً وهي: دوري الدرجة الأولى الأرجنتيني، كأس الأرجنتين، كأس السوبر الأرجنتيني.